# Heiko Balz
Heiko Balz est un lutteur allemand spécialiste de la lutte libre né le 17 septembre 1969 à Burg bei Magdeburg.

## Biographie
Heiko Balz participe aux Jeux olympiques d'été de 1992 à Barcelone dans la catégorie des poids lourds et remporte la médaille d'argent.